# Kármán Pál
Kármán Pál (Újverbász, 1820. augusztus 7. – Torzsa, 1913. szeptember 7.) református lelkész és esperes.

## Családja
Kármán Pál, újverbászi lelkésznek és Búzás Zsófiának fia (öregatyja, Kármán János diósjenői lelkész volt Bars megyében és Kármán József püspök testvére), Kármán József református lelkész és Kármán Lajos ügyvéd és országgyűlési képviselő testvére.

## Élete
Az alsó gimnáziumi osztályokat szülővárosában, a felsőket Kecskeméten és Debrecenben, ahol 1838-ban vétetett fel a IV.-éves diákok közé, végezte a teológiai tanfolyammal együtt 1841-ben. Innen 1841-ben akadémikus rektornak Feketehegyre ment és 1845-ben Pesten a papi vizsgát letette. Segédlelkész volt Darócon, Ómoravicán, Cegléden és Kecskeméten. Rendes pappá lett 1849-ben Izsákon, ahonnét Pócsmegyerre, 1861-ben pedig Torzsára ment lelkésznek. 1869-ben az alsóbaranyai egyházmegye alesperessé, majd tanácsbíróvá és 1872-ben főesperessé választotta. A debreceni 1881. évi zsinaton mint rendes tag jelen volt. 1887-ben esperesi hivataláról lemondott. Lelkészi és esperesi teendői mellett minden idejét az egyházirodalom és történelem tanulmányozására fordította.

## Írásai
Cikkei a Protestáns Egyházi és Iskolai Lapban (az 1850-es években, melyekkel sok bajt okozott a szerkesztőnek, mivel egy cikkeért a lapot le is foglalták. L. Ballagi Mór levelét, Pest, 1860. márc. 23., írt még a lapba később is, így 1881-ben); a magyar alkotmány visszaállításakor 1867-ben és a következő években a Pesti Naplóban Táltos álnév alatt, névtelenül és saját neve alatt több vezér- és tárcacikket írt. Cikke a Hetilapban (1846. 43., 44. sz. Tökéletesített orgona-gépészet, összehasonlítva a közönségesen divatozó kontár gépészettel.) Levele 1849-ből a Vasárnapi Ujságban (1891. 37. sz.)

## Munkája
- Anyag és szellem. Bölcselet-csillagászati tanulmány. Bpest, 1895.

### Kéziratban
A diplomatia szövényei című munkája, melyből a Magyar Sajtó (1860. 257., 259-60., 263. és 266. sz.) mutatványokat közölt; A magyar nemzet jelene és jövője c. munkát a kiadó Ráth Mór Horváth Mihálynak adta át birálat végett, aki azt kiadásra ajánlotta; ezeken kívül több egyházi és halotti beszéde maradt kéziratban.